# Poso (Fluss)
Der Poso ist ein etwa 100 km langer Fluss auf Sulawesi, Indonesien. Er fließt vom See Danau Poso kommend bei der Stadt Poso ins Meer.

## Verlauf
Der Poso verlässt den See etwa 2 km westlich des Ortes Tentena und fließt in nördlicher Richtung. Auf der Höhe von Sangira beschreibt er einen 2 km durchmessenden Halbkreis nach Westen um dann in mehr als 20 großen Mäandern weiter nach Norden, bzw. nach Nordnordost zu fließen. Dabei berührt er die Orte Pandiri und Tagolu um dann in einer letzten Rechtsschleife bei Poso ins Indonesische Meer zu münden. 
Obwohl es vom Seeauslauf bis zur Mündung Luftlinie lediglich 40 km sind, weist der Fluss bedingt durch seine zahlreichen Schleifen mehr als die doppelte Länge auf. 